# Microcoria congénita

La Microcoria congénita se transmite con un patrón autosómico recesivo

La microcoria congénita es una enfermedad del ojo que se caracteriza porque el niño en el momento del nacimiento tiene unas pupilas de pequeño tamaño, inferiores a 2 mm de diámetro a la luz del día, careciendo de respuesta a los estímulos luminosos o la acomodación del ojo, no es posible conseguir la dilatación de la pupila mediante la administración de colirios que poseen está acción farmacológica, como la atropina o la tropicamida. La enfermedad se debe a la ausencia del músculo dilatador del iris, la cual está ocasionada por un trastorno genético que se transmite según un patrón autosómico recesivo. El gen anómalo se encuentra en el cromosoma 13 (13q31-32).
Además de la disminución del tamaño de la pupila, pueden existir otros problemas oculares asociados, entre ellos malformaciones en el polo anterior del ojo que ocasionan miopía, astigmatismo o glaucoma juvenil.